# Robert Tarjan
Robert Endre Tarjan (n. 30 aprilie 1948, Pomona, California, SUA) este un informatician american, cu numeroase realizări în domeniul structurilor de date și algoritmilor. Este inventatorul unui algoritm care îi poartă numele și care detectează primul strămoș comun a două noduri dintr-un arbore. De asemenea, este coinventator al heapului Fibonacci și al arborilor splay. În 1984, a primit Premiul Turing împreună cu John Hopcroft.